# بیمارستان ملی گویدو والادارس
بیمارستان ملی گویدو والادارس (به لاتین: Guido Valadares National Hospital) یک بیمارستان در تیمور شرقی است که در دیلی واقع شده‌است.